# Олівер Макор
Олівер Макор (англ. Oliver Makor, нар. 9 жовтня 1973, Монровія) — ліберійський футболіст, що грав на позиції нападника, зокрема за низку французьких і грецьких клубів, а також за національну збірну Ліберії.

## Клубна кар'єра
У дорослому футболі дебютував 1992 року виступами на батьківщині за «Монровія Блек Стар». Наступний рік провів у нігерійському «Юліусі Бергері», а 1994 року грав у Камеруні за «Канон Яунде».
Того ж 1994 року перебрався до Європи, приєднавшись до нижчолігового французького «Гренобля». Протягом другої половини 1990-х також грав за «Тур» і «Лімож», теж у четвертому французькому дивізіоні.
1999 року перейшов до грецького «Проодефтікі», а згодом встиг пограти за «Егалео», «Іонікос», та «Панахаїкі».
Завершував ігрову кар'єру протягом 2010–2012 років в індонезійських командах «Персіджа» та «Персік Кедірі».

## Виступи за збірну
1999 року дебютував в офіційних матчах у складі національної збірної Ліберії.
У складі збірної був учасником Кубка африканських націй 1996 року в ПАР та Кубка африканських націй 2002 року в Малі.
Загалом протягом десятирічної кар'єри в національній команді провів у її формі 32 матчі, забивши 8 голів.